# 楚萨迪
楚萨迪（意大利語：Trussardi）是一家意大利服飾品牌，成立於1911年。

## 歷史
楚萨迪于1911年由Dante Trussardi（但丁·楚萨迪）创立于意大利贝加莫省阿尔梅，原是手套工厂，曾是英国皇家御用手套供应商。
二次大戰以後，創辦人第三代Nicola Trussardi（尼古拉·楚萨迪），開始把產品線擴大，拓展至高级时装及配饰。1973年，Trussardi使用猎犬灵缇（Greyhound）作为品牌标识；1976年，在米兰开设第一家精品店。
現今公司产品线包括主线品牌Trussardi，副线品牌Tru Trussardi，Trussardi眼镜、家居、香氛、咖啡厅和餐厅等。